# Trinitatiskirche (Finsterwalde)

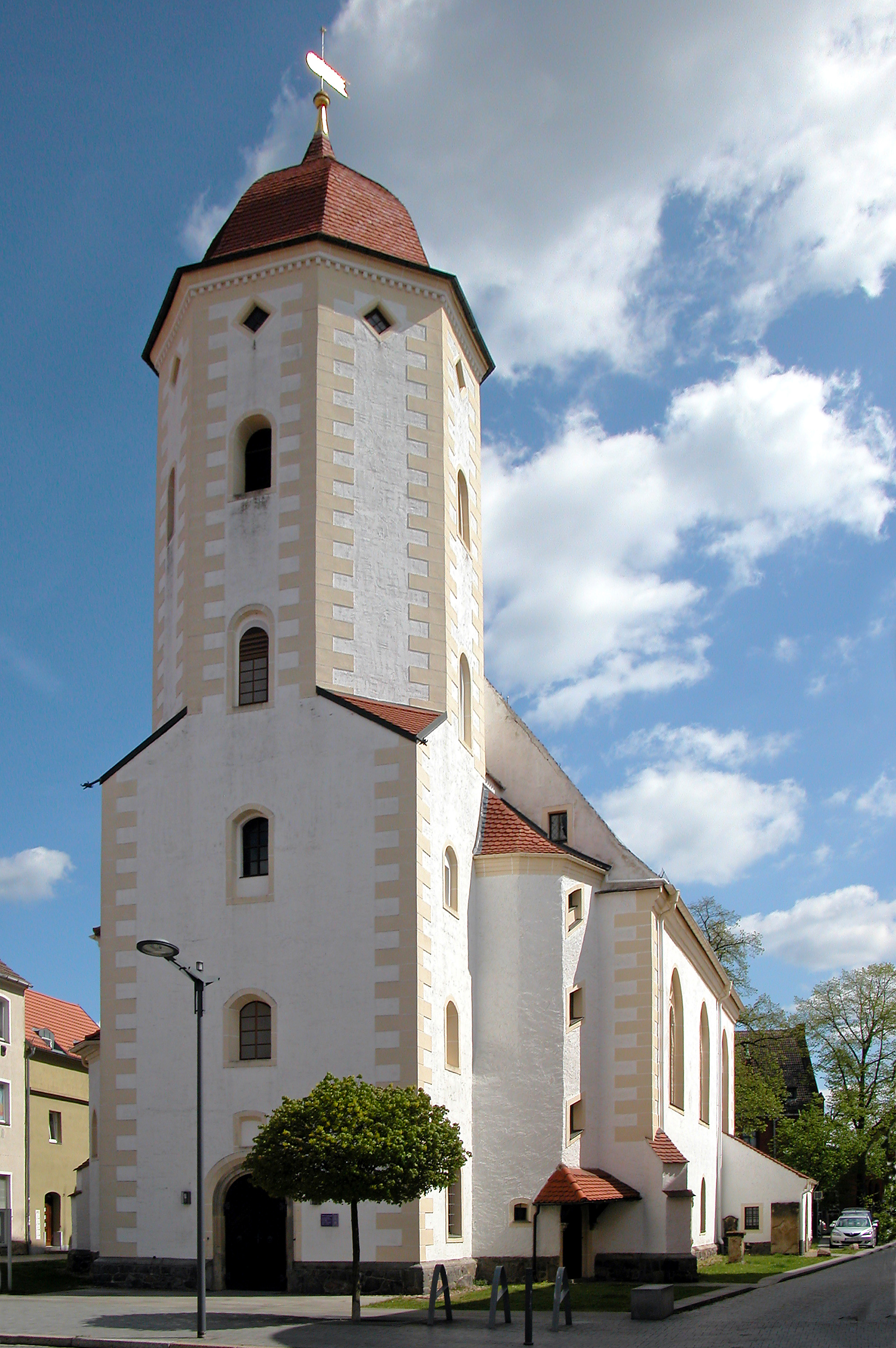
St. Trinitatis (2015)

Die Stadtpfarrkirche St. Trinitatis ist ein Kirchengebäude in der Stadt Finsterwalde im Landkreis Elbe-Elster in Brandenburg. Die Kirche steht unter Denkmalschutz und dient der evangelisch-unierten Trinitatiskirchengemeinde Finsterwalde im Kirchenkreis Niederlausitz der Evangelischen Kirche Berlin-Brandenburg-schlesische Oberlausitz. Das im 16. Jahrhundert errichtete Kirchengebäude ist nach der Dreifaltigkeit benannt.

## Baubeschreibung

### Geschichte

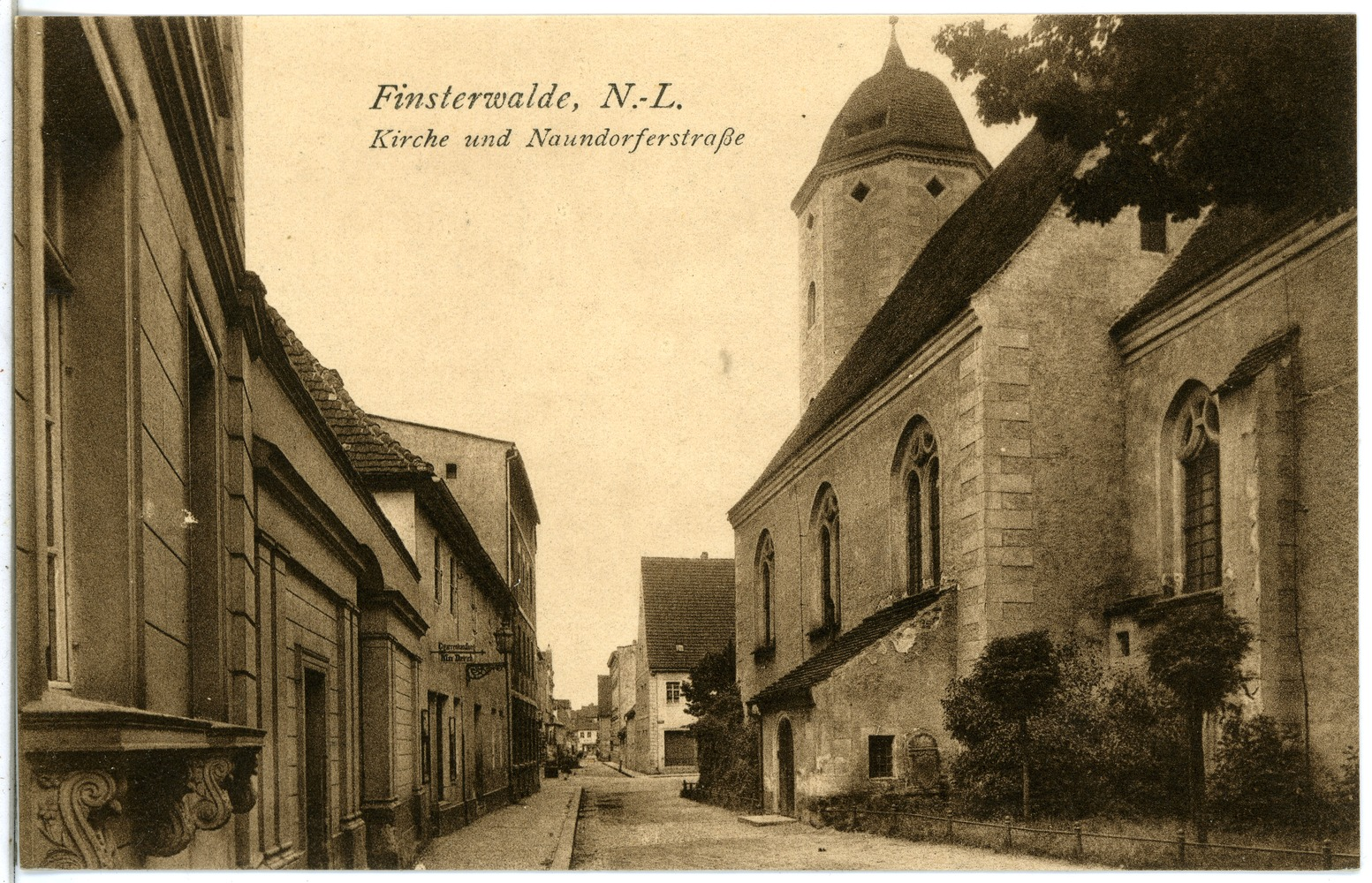
Die Naundorfer Straße mit der St.-Trinitatis-Kirche auf einer Postkarte aus dem Jahr 1923

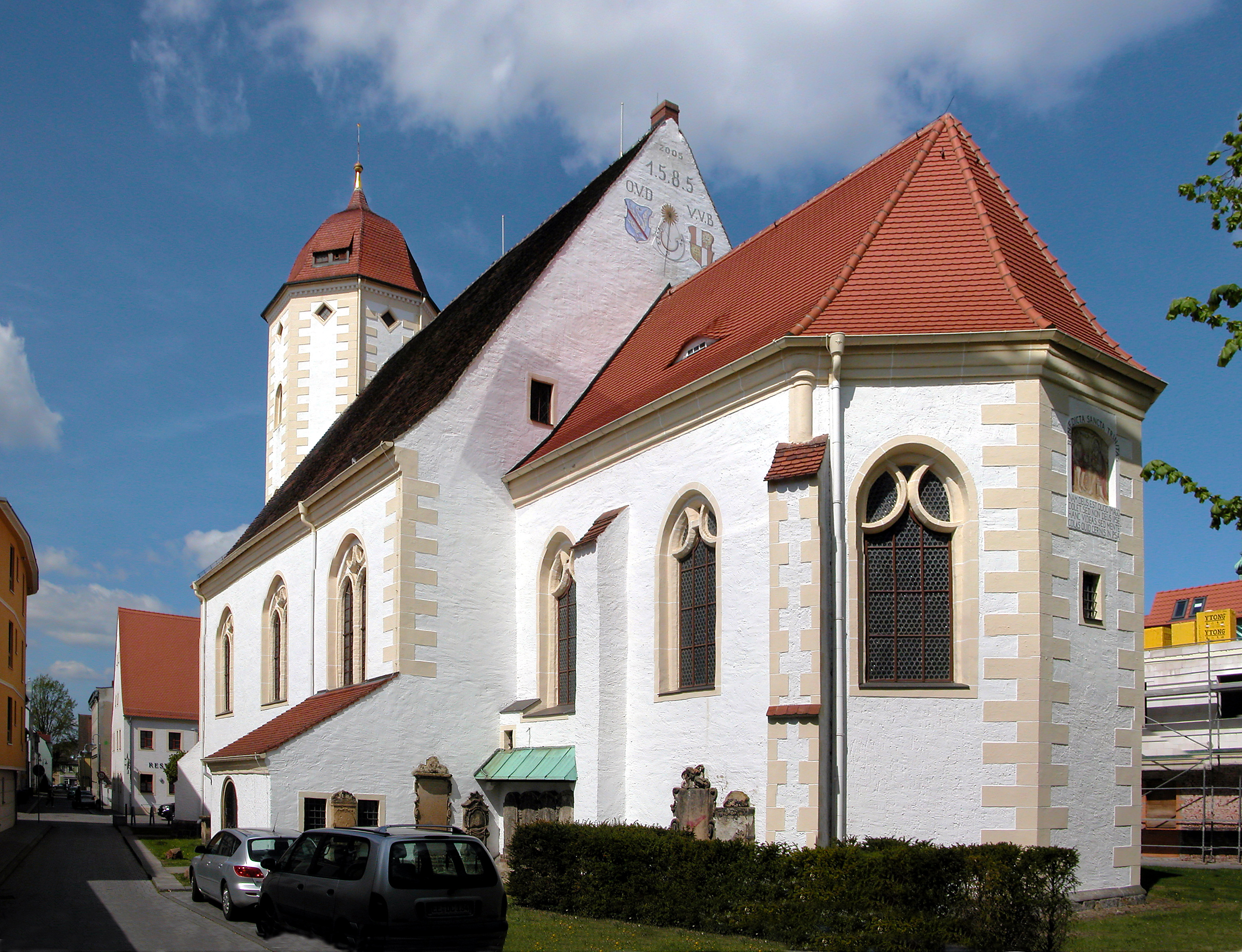
Südostansicht der Kirche, im Giebel des Kirchenschiffs sind das Baujahr 1585 und das Sanierungsjahr 2005 vermerkt, darunter befinden sich die Wappen der Adelsfamilien Dieskau und Bünau

Mit dem Bau der heutigen Kirche in Finsterwalde wurde im Jahr 1575 durch den Mauermeister Martin Piger aus Dresden begonnen, zunächst wurde in knapp dreijähriger Bauzeit der Turm fertig gestellt. Die Haube mit vergoldeter Turmkugel und Wetterfahne wurde am 19. August 1578 aufgesetzt. Eigentlich sollte das Kirchenschiff der ursprünglichen Marienkirche erhalten bleiben. 1581 wurde unter Einbeziehung des Vorgängerbaus der Chor gebaut. 1584 beauftragte Otto II. von Dieskau einen vollständigen Neubau der Kirche und das alte Kirchenschiff wurde abgerissen. Am 21. Oktober 1585 waren die neuen Wände bereits gebaut und es wurde mit der Konstruktion des Deckengewölbes begonnen. 1593 wurde das Kirchenschiff fertig gestellt.
Der Innenausbau wurde kurz vor dem Ausbruch des Dreißigjährigen Krieges abgeschlossen. Am 14. Mai 1626 sowie erneut am 8. August 1667 schlug der Blitz in die Kirche ein, was kleinere Instandsetzungsarbeiten erforderlich machte. Im Mai 1660 stiftete die Frau des damaligen Finsterwalder Bürgermeisters einen Kronleuchter für den Kirchensaal. Das ursprüngliche Geläut der Kirche – die älteste Glocke stammte aus dem Jahr 1517 – wurde 1656 zur Waffenproduktion eingeschmolzen. 1881 wurde der Innenraum restauriert, allerdings wurden die Arbeiten nicht sachgerecht ausgeführt und Teile der Ausstattung wurden beschädigt. 1893 erhielt die Kirchturmspitze eine neue Turmkugel und eine neue Wetterfahne. Im Jahr 1911 wurden der Altar, die Kanzel und mehrere Epitaphe erneuert. Eine Sanierung des Außenbaus erfolgte im Jahr 1978. Eine umfangreiche Restaurierung der Kirche innen wie außen wurde 2006 abgeschlossen.

### Architektur

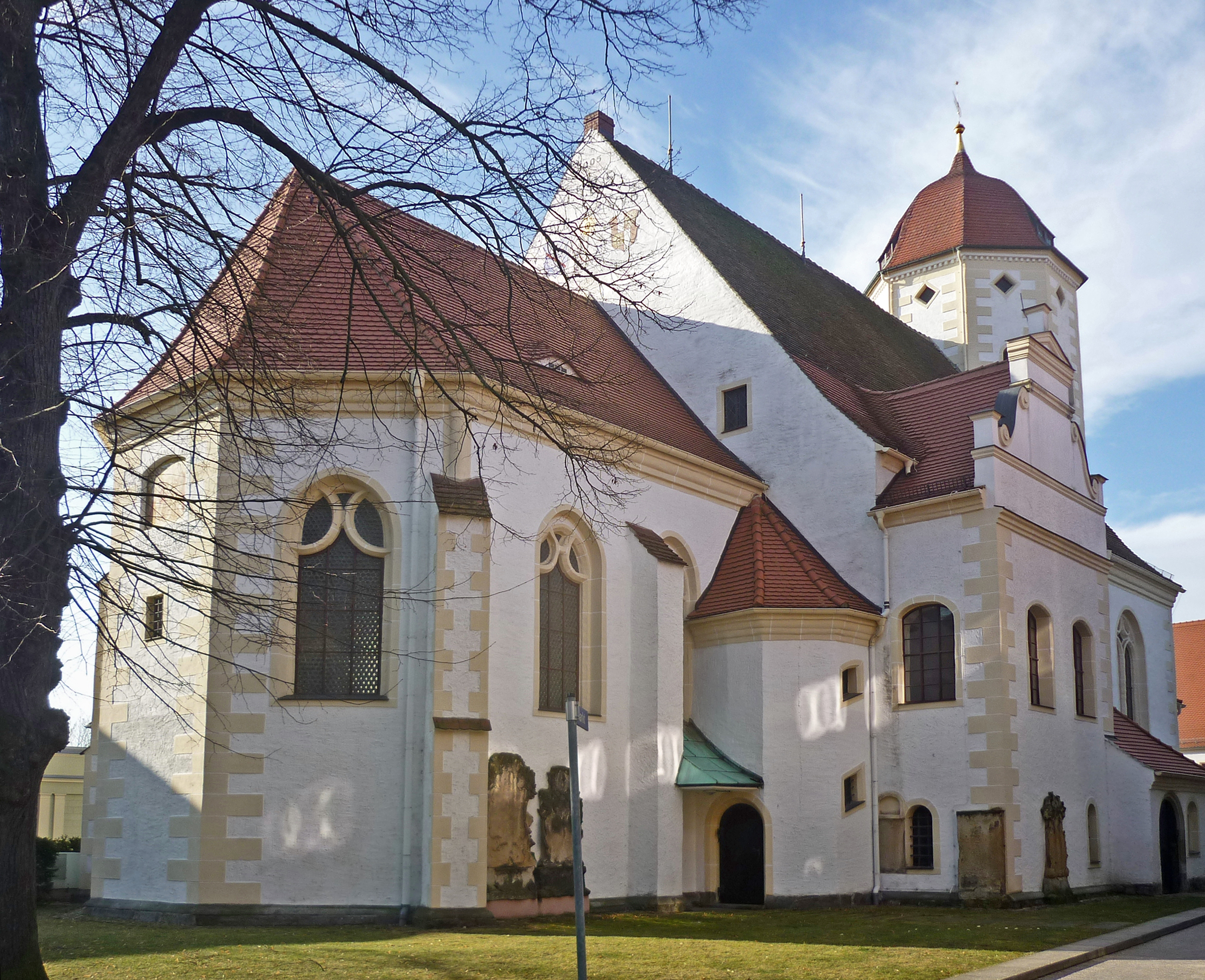
Blick auf die Kirche von Nordosten (2017)

Das Bauwerk ist eine dreischiffige Hallenkirche mit einem zweijochigen und mit Dreiachtelschluss geschlossenen Altarraum mit Breite des Mittelschiffs. An der Nordseite liegt ein zweigeschossiger Anbau mit Sakristei im unteren und Herrschaftsloge im oberen Geschoss. Der Zugang zur Herrschaftsloge erfolgt über einen polygonalen Treppenturm im Chorwinkel oder über eine kleine Vorhalle neben dem Anbau. Die Langseiten des Chors sind mit Strebepfeilern besetzt. Der schmalere Westturm ist auf den ersten drei Geschossen quadratisch und hat einen achteckigen Oberteil, der durch eine Zwiebelhaube abgeschlossen wird. Zu beiden Seiten des Turms liegen weitere Treppentürme. Dabei wurde nur der südliche zeitgleich mit dem Hauptbau angelegt, der nördliche wurde im 19. Jahrhundert angebaut. Vor dem Südzugang befindet sich eine weitere Vorhalle mit einer kreuzgewölbten Decke.
Die Fassade der Kirche ist verputzt und mit Eckquaderungen versehen. Die Fenster sind rund- bzw. stichbogig. Im Kirchenschiff sind die Fenster zweizonig angeordnet, die Bögen sind mit spätgotischem gerundetem Maßwerk aus Sandstein verziert. Im Bereich des Kirchturms sind die Öffnungen ansonsten überwiegend stichbogig, im oberen Bereich liegen rautenförmige Luken. Auf Höhe der Traufe ist der Turm mit Kranzgesims gegliedert. Die beiden Fenster in den Schrägseiten des Ostschlusses wurden 1893 eingesetzt; die Glasgemälde in den Fenstern zeigen die Geburt Jesu sowie dessen Kreuzigung.

## Ausstattung

### Altar und Kanzel

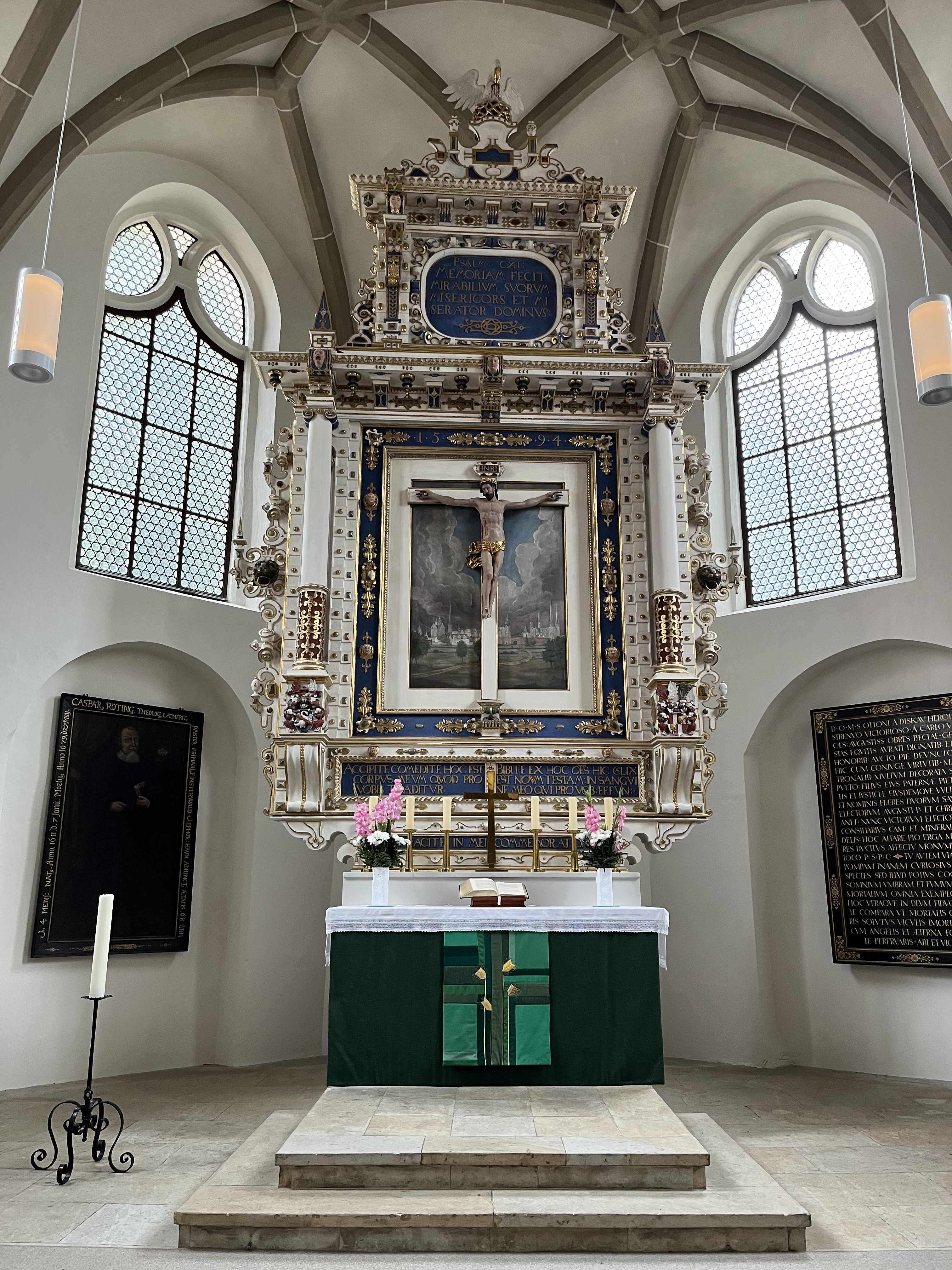
Altar

Der hölzerne zweigeschossige Altaraufsatz der Kirche, der sich durch eine Inschrift unter dem Hauptgesims auf das Jahr 1594 datieren lässt, wurde von dem Tischler M. Brauer gebaut und von dem Maler Samuel Heber verziert. Der Aufbau ist reich mit Pilastern, Säulchen und Roll- sowie Spangenwerk verziert. Im Hauptfeld steht ein plastisches Kruzifix vor einer gemalten Ansicht von Jerusalem, die im Jahr 1911 restauriert wurde.  Im von einer Pelikanfigur bekrönten Altarauszug befindet sich eine Inschriftkartusche mit dem Text des Psalms 111 in lateinischer Sprache. Auf den Postamenten der Altarsäulen finden sich die Wappen der Patronatsfamilien von Dieskau und von Bünau.
Die Kanzel aus Sandstein wurde zwischen 1613 und 1615 von Melchior Kuntze in Meißen gebaut. Sie hat einen fünfseitigen, von einer Figur des Mose getragenen Korb mit freistehenden Figuren der Evangelisten an den Ecken und Sandsteinreliefs in den Brüstungsfeldern, die die Geburt Jesu, das Abendmahl, die Kreuzigung, die Auferstehung und Pfingsten zeigen. Die Kanzel wurde von Otto, Rudolph und Dietrich von Dieskau gestiftet, worauf eine Tafel neben der oberen Kanzeltür hinweist. Der Schalldeckel ist aus Holz. Im Sommer 2020 wurde die Kanzel restauriert.

### Grabsteine und Epitaphien

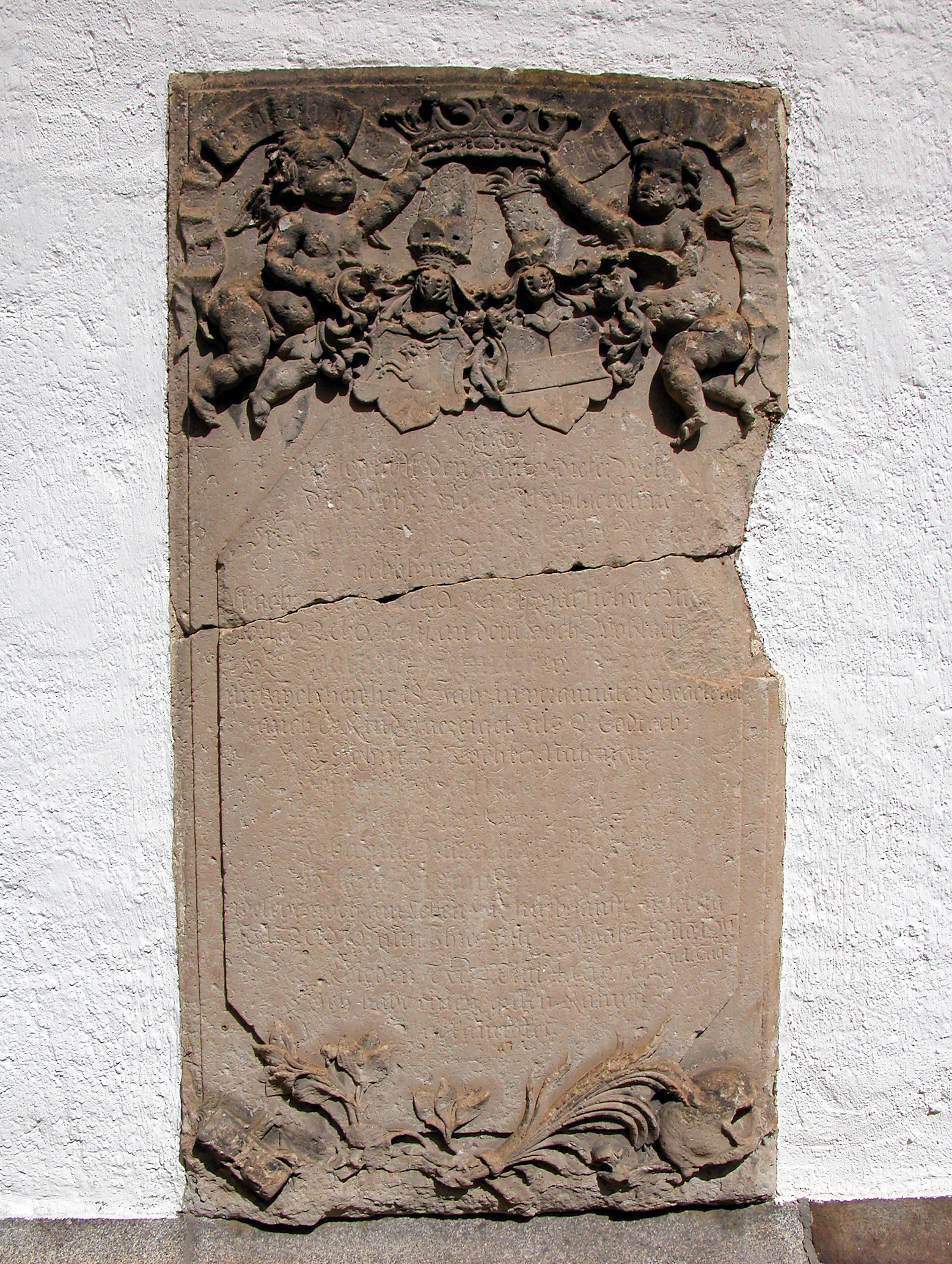
Epitaph an der Außenwand der Kirche (2015)

Im Altarraum befinden sich mehrere Grabsteine der in Finsterwalde ansässigen Familie von Dieskau, auf denen die Verstorbenen als ganzfigurige Reliefs dargestellt sind. An der Südwand steht in der Mitte der Grabstein für Otto von Dieskau († 1553), daneben die Grabsteine für dessen Frau Magdalena († 1571) sowie für Job von Dieskau († 1552). Seitlich davon befinden sich drei Kindergrabsteine aus der zweiten Hälfte des 16. Jahrhunderts. An der gegenüberliegenden Wand des Chors stehen die Grabsteine für Dittrich von Techwitz († 1561) und dessen Frau Anna († 1573) sowie ein Grabstein für den im Kindesalter verstorbenen Otto von Dieskau († 1615). Des Weiteren befindet sich an der Nordwand ein Epitaph für den 1647 verstorbenen Hieronymus Krappe. Die Epitaphien für den Stifter der Kirche Otto II. von Dieskau wurden im 19. Jahrhundert zerstört. An der Außenwand der Kirche sind weitere Grabsteine aus dem späten 17. und dem 18. Jahrhundert angebracht, von denen viele stark verwittert sind.
An der Chornordwand befindet sich des Weiteren ein hölzernes Epitaph für den 1553 verstorbenen Otto von Dieskau mit einem Gemälde des Jüngsten Gerichts, gegenüber liegt ein Epitaph für seine Ehefrau Magdalena, auf dem die Enthauptung des Holofernes dargestellt ist. Rechts neben der Kanzel hängt ein Epitaph für den früheren Finsterwalder Bürgermeister Bartholomäus Koßwig († 1576) und dessen Frau Ursula († 1599), dieses hat einen ädikulaartigen Aufbau mit einer Darstellung der Verkündigung des Herrn im Hauptfeld. Auf der Herrschaftsempore stehen Epitaphe für Dittrich von Techwitz und vier seiner als Kinder verstorbenen Geschwister.

## Orgel

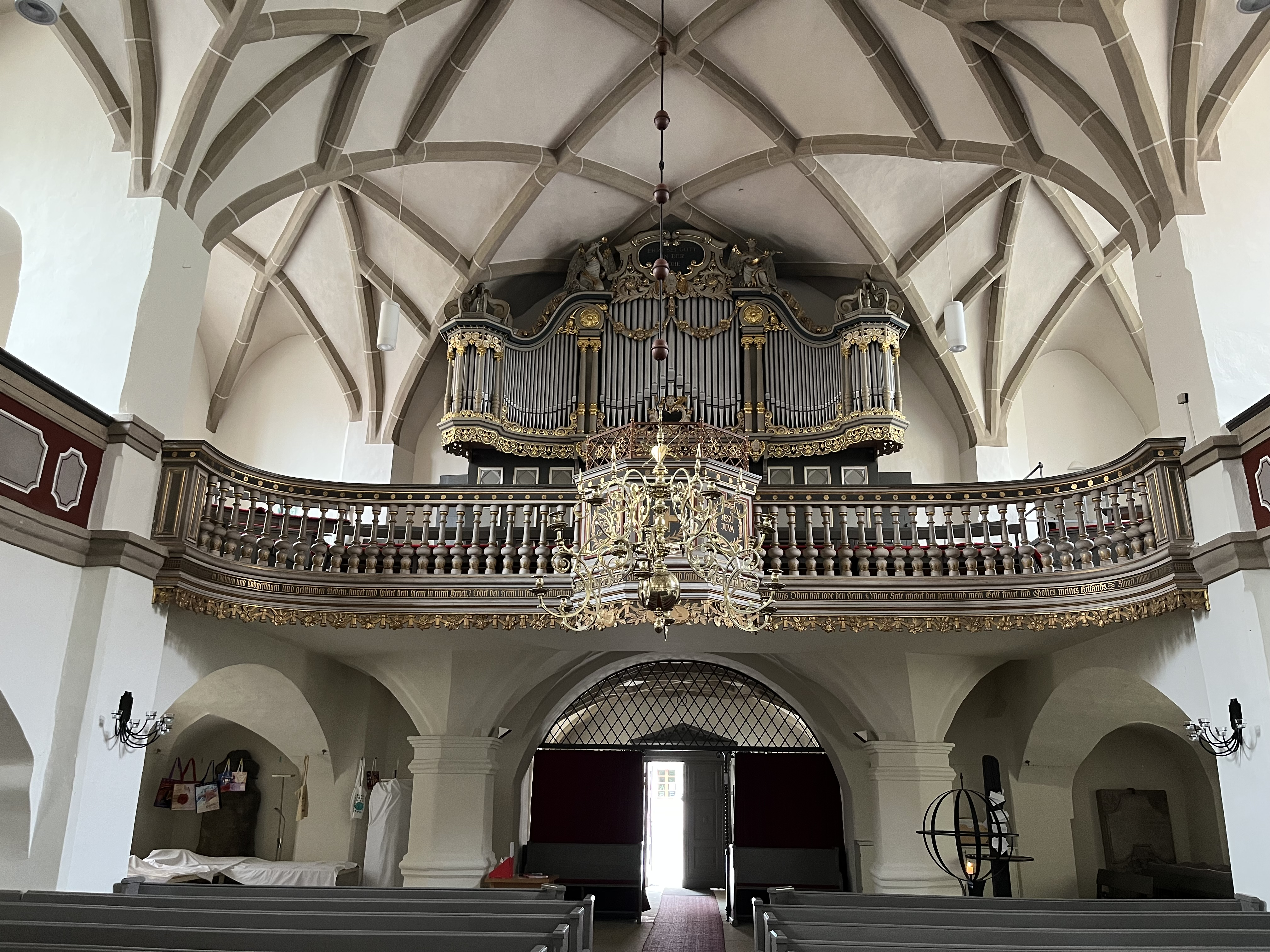
Orgel

Die ursprüngliche Orgel der Trinitatiskirche wurde 1595 durch ein neues Instrument ersetzt, dessen Gehäuse ebenfalls von Samuel Heber bemalt wurde. 1835 erhielt die Kirche eine neue Orgel von Carl Friedrich Ferdinand Buckow. Das Gehäuse wurde 1881 durch nicht fachgerecht ausgeführte Bauarbeiten in der Kirche zerstört und noch im gleichen Jahr durch ein neobarockes Gehäuse ersetzt.
Die heutige Orgel wurde 1908 von Wilhelm Sauer aus Frankfurt (Oder) gebaut. Das pneumatische Instrument hat 28 Register, die sich auf Hauptwerk, Schwellwerk und Pedal verteilen. 1996 wurde die Orgel von W. Sauer Orgelbau Frankfurt (Oder) erstmals restauriert. Weitere Arbeiten an dem Instrument wurden 2010 von Christian Scheffler durchgeführt.
| I Hauptwerk C–g3 |             |     |
| 1.               | Bordun      | 16′ |
| 2.               | Principal   | 8′  |
| 3.               | Doppelflöte | 8′  |
| 4.               | Gemshorn    | 8′  |
| 5.               | Gamba       | 8′  |
| 6.               | Octave      | 4′  |
| 7.               | Offenflöte  | 4′  |
| 8.               | Octave      | 2′  |
| 9.               | Mixtur IV   |     |
| 10.              | Cornet III  |     |
| 11.              | Trompete    | 8′  |

| II Schwellwerk C–g3 |                   |     |
| 12.                 | Lieblich Gedackt  | 16′ |
| 13.                 | Geigenprincipal   | 8′  |
| 14.                 | Konzertflöte      | 8′  |
| 15.                 | Lieblich Gedackt  | 8′  |
| 16.                 | Aeoline           | 8′  |
| 17.                 | Vox celeste       | 8′  |
| 18.                 | Principal         | 4′  |
| 19.                 | Traversflöte      | 4′  |
| 20.                 | Waldflöte         | 2′  |
| 21.                 | Progressio II–III |     |

| Pedalwerk C–f1 |           |     |
| 22.            | Principal | 16′ |
| 23.            | Subbaß    | 16′ |
| 24.            | Violon    | 16′ |
| 25.            | Octavbaß  | 8′  |
| 26.            | Cello     | 8′  |
| 27.            | Bassflöte | 8′  |
| 28.            | Posaune   | 16′ |

- Koppeln: II/I, Sub II/I, I/P, II/P

## Kirchengemeinde
Bis 1945 gehörte Finsterwalde zur Evangelischen Landeskirche der älteren Provinzen Preußens, durch deren Zerfall nach dem Zweiten Weltkrieg die Kirchengemeinde zur Evangelischen Kirche in Berlin-Brandenburg. Die Kirchengemeinde war dort dem Kirchenkreis Finsterwalde unterstellt. Am 1. Januar 2004 schlossen sich die Evangelische Kirche in Berlin-Brandenburg und die Evangelische Kirche der schlesischen Oberlausitz zur Evangelischen Kirche Berlin-Brandenburg-schlesische Oberlausitz zusammen. Der Kirchenkreis Finsterwalde fusionierte am 1. Januar 2010 mit dem Kirchenkreis Lübben zum Kirchenkreis Niederlausitz.